# 허먼 케인

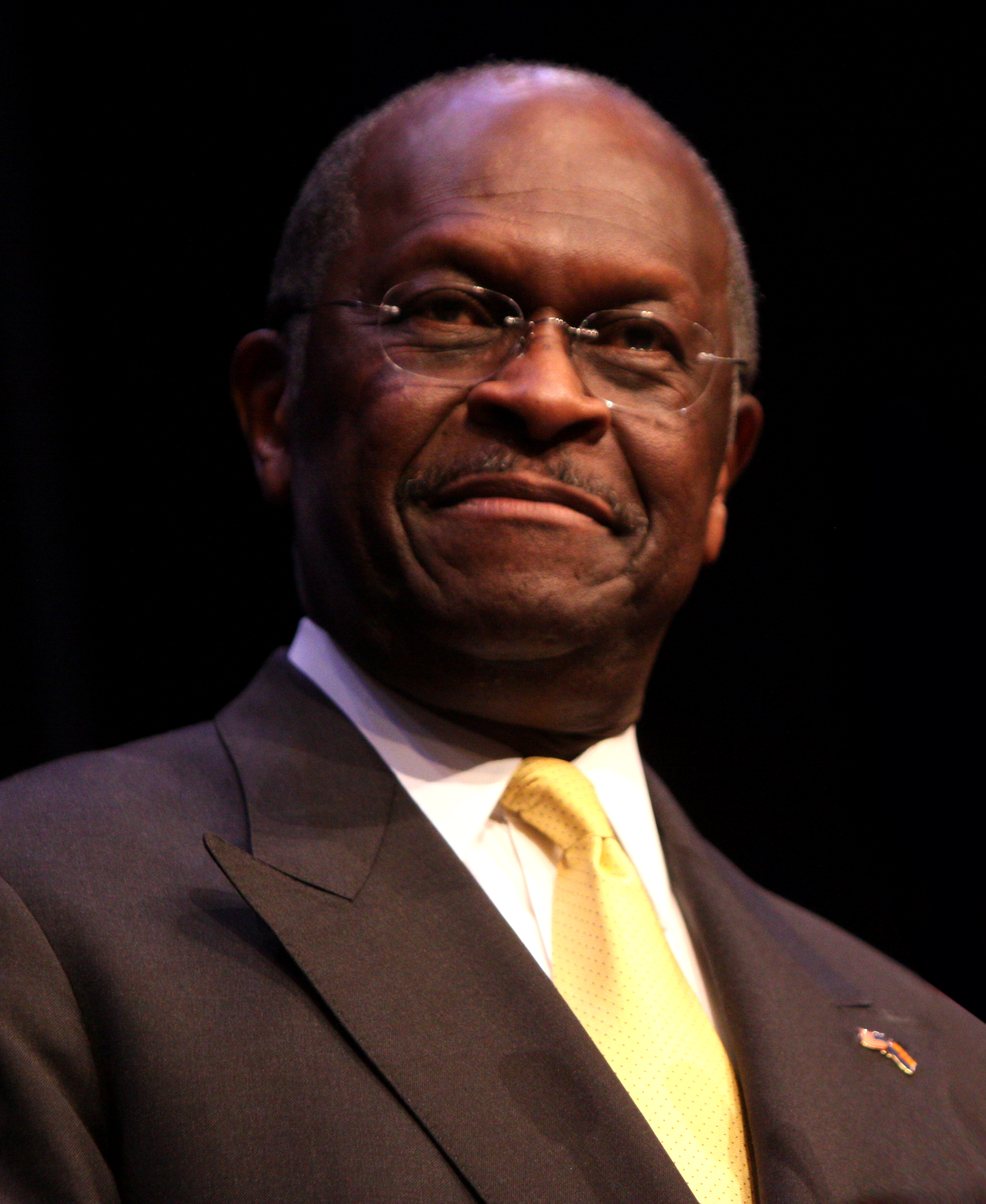
허먼 케인

허먼 케인(영어: Herman Cain, 1945년 12월 13일 ~ 2020년 7월 30일)은 미국의 기업인·저술인·정치인이다.

## 생애
테네시주 멤피스의 넉넉하지 못한 흑인 가정에서 태어났으며, 조지아주 애틀랜타에서 성장하였다. 모어하우스 대학교를 거쳐 퍼듀 대학교에서 컴퓨터 과학 석사학위를 받았다. 애틀랜타의 코카콜라 컴퍼니에서 근무하다, 미네소타주 미니애폴리스의 필즈버리 컴퍼니로 옮겼다. 1980년대에 펜실베이니아주 필라델피아 일대의 버거킹 매장 관리자로 일하며 당시 버거킹의 모회사였던 필즈버리에서 경영 능력을 인정받았다. 이에 케인은 1986년 필즈버리의 다른 자회사인 네브래스카주 오마하에 본사를 둔 피자 체인점 갓파더스 피자의 최고경영자로 임명되었다.
1989년 ~ 1991년 캔자스시티 연방준비은행 오마하 본부장, 1992년 ~ 1996년 캔자스시티 연방준비은행 이사회 위원을 겸직하기도 했다. 1994년 건강보험 개혁안과 관련하여 빌 클린턴 대통령과 논쟁을 벌여 유명세를 탔으며, 1996년 연방준비은행과 갓파더스피자의 일을 그만두고 워싱턴 D. C.로 옮기고 공화당 밥 돌 후보 진영의 선거운동에 참가하였고, 그 후 미국요식업협회(National Restaurant Association) 회장이 되었다.
그 후 로비스트·라디오 진행자 등으로 활동하며, 보수주의적 견해를 제시하며 이름을 알렸다. 2006년에는 대장암 말기 진단을 받았으나, 극적으로 회복한 후, 2010년 티파티 운동의 대변인의 하나로 미국 전역에 그 이름이 더욱 널리 알려지게 되었다. 2004년 조지아 주에서 연방 상원의원 선거에 출마하려다 공화당 당내 경선에서 낙선한 것이 유일한 출마 경력이었던 그는, 2011년 초 2012년 대통령 선거의 유력한 공화당 후보로 급부상하여 큰 관심을 모았다. 백인이 주도하는 공화당에서 드문 흑인으로 일관적인 보수적 견해와 말기암을 극복한 자수성가한 기업인이라는 입지전적인 경력으로 많은 공감을 불러일으켜, 버락 오바마 대통령에 대항할 적임자로 높은 평가를 받았다. 2011년 9월과 10월에 걸친 여러 모의 예비선거에서 1위에 오르며 큰 돌풍을 일으켰다. 그러나 혼외정사와 성희롱 등 성추문 의혹으로 논란을 빚게 되어 선거운동을 중단한다고 밝히며, 사실상 대통령 선거 출마를 포기하였다.

## 죽음
케인은 2006년 직장암 4기 진단을 받고 수술 치료를 받았다.
코로나19 범유행 중에도 케인은 마스크를 거부했다. 6월 19일 털사에서 벌어진 트럼프 선거유세 중에도 케인은 군중들과 함께 마스크를 쓰지 않았다. 6월 29일 코로나19 진단을 받고 이틀 뒤 입원하였다. 7월 30일 사망하였다.
케인은 입원하기 하루 전인 6월 30일에도 마스크 의무화를 하지 않은 다코타주 주지사 크리스티 노엄을 지지하는 발언을 트위터에 남겼다. 이 트윗은 그가 사망한 날 삭제되었다.